# Список кардиналов, возведённых папой римским Климентом XI
Кардиналы, возведённые Папой римским Климентом XI — 70 прелатов и клириков были возведены в сан кардинала на пятнадцати Консисториях за двадцать с половиной лет понтификата Климента XI.
Самой крупной консисторией была Консистория от 17 мая 1706 года, на которой было возведено двадцать кардиналов.

## Консистория от 17 декабря 1703 года
- Франческо Пиньятелли старший, Theat., архиепископ Неаполя (Неаполитанское королевство).

## Консистория от 17 мая 1706 года
- Франческо Мартелли, титулярный латинский патриарх Иерусалимский, секретарь Священной Конгрегации Священной Консульты (Папская область);
- Джанальберто Бадоаро, патриарх Венеции (Венецианская республика);
- Лоренцо Казони, титулярный архиепископ Кесарии, асессор Верховной Священной Конгрегации Римской и Вселенской Инквизиции (Папская область);
- Лоренцо Корсини, титулярный архиепископ Никомедии, генеральный казначей Апостольской Палаты (Папская область);
- Лоренцо Фиески, архиепископ Генуи (Генуэзская республика);
- Франческо Аквавива д’Арагона, титулярный архиепископ Лариссы, апостольский нунций в Испании (Папская область);
- Томмазо Руффо, титулярный архиепископ Никеи, префект Дома Его Святейшества (Папская область);
- Орацио Филиппо Спада, архиепископ-епископ Лукки, апостольский нунций в Польше (Папская область);
- Филиппо Антонио Гуалтерио, архиепископ-епископ Имолы, апостольский нунций во Франции (Папская область);
- Джузеппе Валлемани, титулярный архиепископ Афин, префект Апостольского дворца (Папская область);
- Кристиан Август Саксен-Цейцский, епископ Дьёра (королевство Венгрия);
- Раннуцио Паллавичино, референдарий Трибуналов Апостольской Сигнатуры Справедливости и Милости, губернатор Рима (Папская область);
- Джандоменико Параччани, апостольский протонотарий, аудитор Его Святейшества (Папская область);
- Алессандро Капрара, аудитор Трибунала Священной Римской Роты (Папская область);
- Жозеф-Эмманюэль де Ла Тремуй, аудитор Трибунала Священной Римской Роты (Папская область);
- Габриэле Филиппуччи, выборщик Трибунала Апостольской Сигнатуры Справедливости (Папская область);
- Карло Агостино Фаброни, секретарь Священной Конгрегации Пропаганды Веры (Папская область);
- Карло Колонна, апостольский протонотарий, префект Апостольского дворца (Папская область);
- Пьетро Приули, клирик Апостольской Палаты (Папская область);
- Никола Гримальди, секретарь Священной Конгрегации по делам епископов и монашествующих (Папская область).

## Консистория от 7 июня 1706 года
- Микеланджело Конти, титулярный архиепископ Тарсо, апостольский нунций в Португалии (Папская область).

## Консистория от 1 августа 1707 года
- Шарль-Тома Майар де Турнон, титулярный латинский патриарх Антиохийский, апостольский визитатор с правом легата a latere в Китае и королевствах Восточной Индии (Папская область).

## Консистория от 15 апреля 1709 года
- Улиссе Джузеппе Гоццадини, титулярный архиепископ Теодозии, Секретарь бреве князьям (Папская область);
- Антонио Франческо Санвитале, архиепископ Урбино, префект Дома Его Святейшества (Папская область).

## Консистория от 23 декабря 1711 года
- Аннибале Альбани, апостольский протонотарий supernumerary, президент Апостольской Палаты (Папская область).

## Консистория от 18 мая 1712 года
- Лодовико Пико делла Мирандола, титулярный латинский патриарх Константинопольский, префект Апостольского дворца (Папская область);
- Джанантонио Давиа, архиепископ-епископ Римини (Папская область);
- Агостино Кузани, епископ Павии (Миланское герцогство);
- Джулио Пьяцца, епископ Фаэнцы (Папская область);
- Антонио Феличе Дзондадари, титулярный архиепископ Дамаска (Папская область);
- Мануэль Ариас-и-Поррес, O.S.Io.Hieros., архиепископ Севильи (Испания);
- Джованни Баттиста Бусси, архиепископ-епископ Анконы (Папская область);
- Пьер Марчеллино Коррадини, титулярный архиепископ Афин (Папская область);
- Бенито де Сала-и-де-Карамани, O.S.B.Cas., епископ Барселоны (Испания);
- Арман Гастон Максимильен де Роган, епископ Страсбурга, Эльзас (Франция);
- Нуно да Кунья-э-Атайде, титулярный епископ Тарги, великий инквизитор Португалии (Португалия);
- Вольфганг Ганнибал фон Шраттенбах, епископ Оломоуца, Моравия (Земли богемской короны);
- Луиджи Приули, аудитор Трибунала Священной Римской Роты (Папская область);
- Джузеппе Мария Томази ди Лампедуза, Theat. (Папская область);
- Джованни Баттиста Толомеи, S.J. (Папская область);
- Франческо Мария Касини, O.F.M.Cap. (Папская область);
- Курцио Ориго, секретарь Священной Конгрегации Священной Консульты (Папская область);
- Мельхиор де Полиньяк, аудитор Трибунала Священной Римской Роты (Франция).

## Консистория от 30 января 1713 года
- Бенедетто Эрба-Одескальки, архиепископ Милана, апостольский нунций в Польше (Папская область);
- Дамиан Хуго Филипп фон Шёнборн-Буххайм (Папская область).

## Консистория от 6 мая 1715 года
- Фабио Оливьери, секретарь апостольских бреве, про-префект Апостольского дворца (Папская область).

## Консистория от 29 мая 1715 года
- Анри-Понс де Тиар де Бисси, епископ Мо (Франция);
- Иннико Караччоло младший, епископ Аверсы (Неаполитанское королевство);
- Бернардино Скотти, губернатор Рима и вице-камерленго Святой Римской Церкви (Папская область);
- Карло Мария Марини, префект Дома Его Святейшества (Папская область).

## Консистория от 16 декабря 1715 года
- Никколо Караччоло, архиепископ Капуи (Неаполитанское королевство);
- Джамбаттиста Патрици, титулярный архиепископ Селевкии Исаврийской, генеральный казначей Апостольской Палаты (Папская область);
- Фердинандо Нуцци, титулярный архиепископ Никеи, секретарь Священной Конгрегации по делам епископов и монашествующих (Папская область);
- Никола Гаэтано Спинола, титулярный архиепископ Тебеса, аудитор Апостольской Палаты (Папская область).

## Консистория от 15 марта 1717 года
- Джиберто Бартоломео Борромео, титулярный латинский патриарх Антиохийский, епископ Новары, префект Дома Его Святейшества (Папская область).

## Консистория от 12 июля 1717 года
- Джулио Альберони, премьер-министр Испании (Испания);
- Имре Чаки, архиепископ Калочи и Бача (королевство Венгрия).

## Консистория от 29 ноября 1719 года
- Леон Потье де Жевр, архиепископ Буржа (Франция);
- Франсуа де Майи, архиепископ Реймса (Франция);
- Джорджо Спинола, титулярный архиепископ Кесарии, апостольский нунций в Австрии (Папская область);
- Корнелио Бентивольо, титулярный архиепископ Карфагена, апостольский нунций во Франции (Папская область);
- Тома Филипп Вальра д’Энен-Льетар д’Эльзас-Буссю де Шиме, архиепископ Мехелена (Австрийские Нидерланды);
- Джованни Франческо Барбариго, епископ Брешии (Венецианская республика);
- Луис Антонио де Бельюга-и-Монкада, Orat., епископ Картахена (Испания);
- Жозе Перейра де Ласерда, епископ Фару (Португалия);
- Михаэль Фридрих фон Альтан, епископ Ваца (королевство Венгрия);
- Джованни Баттиста Салерни, S.J. (Папская область).

## Консистория от 30 сентября 1720 года
- Карлос Борха Сентельяс-и-Понсе де Леон, патриарх Западной Индии (Испания);
- Альваро Сьенфуэгос Вилласон, S.J. (Испания).